# D.Z. Euros
De Drienerlose Zeilvereniging Euros (D.Z. Euros) is een studentenzeilvereniging uit Enschede en is verbonden aan de Universiteit Twente.
Begin jaren zestig werd de Technische Hogeschool Twente opgericht op het landgoed Drienerlo. Op 2 september 1964 werd de Drienerlose Watersport Vereniging Euros opgericht.
In de loop van de jaren is de vereniging flink gegroeid. Al in 1966 werd er een bootsman door Lichamelijke Vorming & Sport (LV&S) aangesteld, maar in 1969 viel de vereniging uit elkaar en werd zij opgesplitst in een kano-, roei- en zeilvereniging, ieder met een eigen bestuur en eigen financiële verantwoordelijkheid.
Euros zetelt op het Universitair Watersportcomplex, aan het Twentekanaal nabij de Lonnekerbrug in Enschede.

## Verbonden verenigingen
- D.Z. Euros is aangesloten bij VNSZ Nestor, de koepelorganisatie van studentenzeilverenigingen.
- Sinds 1989 heeft D.Z. Euros een oud-ledenvereniging, Eos genaamd. In de Griekse mythologie is Eos de moeder van Euros, de god van de oostenwind.

In Enschede zijn drie studentenwatersportverenigingen die Euros heten. Allen maken ze gebruik van hetzelfde watersportcomplex aan het Twentekanaal. De andere zijn:
- D.K.V. Euros, de kanovereniging van de UT;
- D.R.V. Euros, de roeivereniging van de UT.

## Voetnoten
1. ↑  Beschrijving van de geschiedenis van de vereniging op de officiële site. Gearchiveerd op 4 mei 2019.

Watersportvereniging Schiphol (Aalsmeer) ·
Watersportvereniging Nieuwe Meer (Aalsmeer) ·
Watersportvereniging Aalsmeer (Aalsmeer) ·
Windsurfclub Aalsmeer (Aalsmeer) ·
Watersportvereniging Westend (Aalsmeer) ·
Watersportvereniging Het Esmeer (Aalst) ·
Watersportvereniging Achtkarspelen (Achtkarspelen) ·
Watersportvereniging Akersloot (Akersloot) ·
Akkrumer Watersport Eendracht (Akkrum) ·
Watersportvereniging Alblasserdam (Alblasserdam) ·
Alkmaarsche Roei- & Zeilvereniging (Alkmaar) ·
Almelosche Watersportvereniging (Almelo) ·
Watersportvereniging Almere Haven (Almere) ·
Watersportvereniging De Blocq van Kuffeler (Almere) ·
Watersportvereniging Flevomare (Almere) ·
Watersportvereniging Almere Centraal (Almere) ·
Zeilvereniging De Roerkoning (Almere) ·
Watersportvereniging Alphen aan den Rijn (Alphen aan den Rijn) ·
Watersportvereniging Zegerplas (Alphen aan den Rijn) ·
Watersportvereniging De Nieuwe Schans (Alphen) ·
Watersportvereniging De Koenen (Amsterdam) ·
Watersportvereniging Amsterdam (Amsterdam) ·
Watersportvereniging De Schinkel (Amsterdam) ·
Plankzeilvereniging Amsterdam Windsurfing (Amsterdam) ·
Watersportvereniging De Watergeuzen (Amsterdam) ·
Watersportvereniging Het Nieuwe Diep (Amsterdam) ·
Watersportvereniging Onklaar Anker (Amsterdam) ·
Watersportvereniging Sloterplas (Amsterdam) ·
Watersportvereniging De Doordrijvers (Amsterdam) ·
Watersportvereniging Dok- en Scheepsbouw (Amsterdam) ·
Amsterdamse Watersportvereniging Ondine (Amsterdam) ·
Watersportvereniging De Zuiderzee (Amsterdam) ·
Watersportvereniging Aeolus (Amsterdam) ·
Watersportvereniging Het Jacht (Amsterdam) ·
Watersportvereniging Albatros (Amsterdam) ·
Watersportvereniging Oostvaarders (Amsterdam) ·
Weekend en Watersportvereniging De IJssloot (Amsterdam) ·
Watersportvereniging IJburg (Amsterdam) ·
Koninklijke Amsterdamse Roei- & Zeilvereniging De Hoop (Amsterdam) ·
Amsterdamse Watersportvereniging Lyceumbrug (Amsterdam) ·
Watersportvereniging De Kreupel (Andijk) ·
Watersportvereniging Anna Paulowna (Anna Paulowna) ·
Coöperatieve vereniging Jachthaven Oranjeplaat (Arnemuiden) ·
Roei- & Zeilvereniging Jason (Arnhem) ·
Baarnsche Watersportvereniging De Eem (Baarn) ·
Watersportvereniging De Schelde (Bergen op Zoom) ·
Watersportvereniging Bergumermeer (Bergum) ·
Watersportvereniging Randmeer (Biddinghuizen) ·
Stichting Rekreatie Sport (Bloemendaal) ·
Bolswarder Watersportvereniging (Bolsward) ·
Watersportvereniging De Broekerhaven (Bovenkarspel) ·
Watersportvereniging Boxmeer (Boxmeer) ·
Watersportvereniging Breda (Breda) ·
Watersportvereniging Breskens (Breskens) ·
Watersportvereniging De Meent (Breukelen) ·
Watersportvereniging Dea Breukelen (Breukelen) ·
Watersportvereniging Brielle (Brielle) ·
Watersportvereniging Brouwershaven (Brouwershaven) ·
Watersportvereniging Bru (Bruinisse) ·
Watersportvereniging Aquadelta (Bruinisse) ·
Watersportvereniging Burghsluis (Burgh-Haamstede) ·
Watersportvereniging Noord Beveland (Colijnsplaat) ·
Watersportvereniging De Kraaijenbergse Plassen (Cuijk) ·
Culemborgse Watersportvereniging De Helling (Culemborg) ·
Cocksdorper Kustzeilvereniging (De Cocksdorp) ·
Watersportvereniging Westland (De Lier) ·
Delftse Studenten Zeilvereniging De Brielse Maas  (Delft) ·
Delftse Watersportvereniging (Delft) ·
D.S.W.Z. Broach (Delft) ·
Windsurfing Delft Plane (Delft) ·
Zeilvereniging Neptunus (Delfzijl) ·
Watersportvereniging Het Bommelse Gors (Den Bommel) ·
Watersportverenigingc Texel (Den Burg) ·
Koninklijke Zeilvereniging Westerslag (Den Burg) ·
Watersportvereniging De Residentie (Den Haag) ·
Watersportvereniging De Vlietstreek (Den Haag) ·
Svtg Watersport (Den Haag) ·
Koninklijke Marine Jacht Club (Den Helder) ·
Watersportvereniging Helder-Willemsoord-Nieuwediep (Den Helder) ·
Adelborsten Roei- & Zeilvereniging Panta Rhei (Den Helder) ·
Watersportvereniging De Noord (Den Ilp) ·
Watersportvereniging Den Oever (Den Oever) ·
Zeil- en Motorbootvereniging Deventer (Deventer) ·
Watersportvereniging De Oude IJssel (Doesburg) ·
Watersportvereniging De Ank (Doetinchem) ·
Watersportvereniging Lunegat (Dokkumer Nieuwe Zijlen) ·
Koninklijke Dordrechtse Roei- en Zeilvereeniging (Dordrecht) ·
Zeilvereniging Dordrecht & Omstreken (Dordrecht) ·
Watersportvereniging Maartensgat (Dordrecht) ·
Surfvereniging Drechtstreek (Dordrecht) ·
Watersportvereniging Biesbosch (Drimmelen) ·
Watersportvereniging De Amer (Drimmelen) ·
Watersportvereniging Dronten (Dronten) ·
Watersportvereniging Roggebot (Dronten) ·
Zeilvereniging Het Y (Durgerdam) ·
Watersportvereniging De Zeevang (Edam) ·
Zeilvereniging Eendracht Maakt Macht (Eernewoude) ·
Jollenhaven De Waolenwiert (Eijsden) ·
Watersportvereniging Admiraal Van Kinsbergen (Elburg) ·
Watersportvereniging Almere (Enkhuizen) ·
Watersportvereniging De Enkhuizer Hardzeil Commissie (Enkhuizen) ·
Enschedese Watersportvereniging (Enschede) ·
D.Z. Euros (Enschede) ·
Watersportvereniging Ermelo (Ermelo) ·
Franeker Watersportvereniging (Franeker) ·
Watersportvereniging Geertruidenberg (Geertruidenberg) ·
Watersportvereniging Genemuiden (Genemuiden) ·
Watersportverenigingc De Paesplas (Gennep) ·
Watersportvereniging Giesbeek (Giesbeek) ·
Zeilvereniging 't Wiede (Giethoorn) ·
Watersportvereniging Hollands Venetië-De Blauwe (Giethoorn) ·
Watersportvereniging Goingarijp (Goingarijp) ·
Watersportvereniging De Merwede (Gorinchem) ·
Watersportvereniging Goarrekrite (Gorredijk) ·
Roei- & Zeilvereniging Gouda (Gouda) ·
Goudse Watersportvereniging Elfhoeven (Gouda) ·
Watersportvereniging Gouda (Gouda) ·
Watersportvereniging De Put (Goudswaard) ·
Watersportvereniging Goudswaard (Goudswaard) ·
Watersportvereniging De Stuw (Grave) ·
G.S.Z. Mayday (Groningen) ·
Vereniging Grouwster Watersport  (Grouw) ·
Koninklijke Watersportvereniging Frisia (Grouw) ·
Koninklijke Zeilvereniging Oostergoo (Grouw) ·
Haarlemse Zeilvereniging (Haarlem) ·
Haarlemsche Jachtclub (Haarlem) ·
Jachtvereniging Watervrienden (Haarlem) ·
Zeilclub Kurenpolder (Hank) ·
Watersportvereniging Hanssum (Hanssum) ·
Watersportvereniging Flevo (Harderwijk) ·
Vereniging Watersport De Twee Provinciën (Haren (Groningen)) ·
Watersportvereniging Hargen (Hargen) ·
Harlinger Watersportvereniging (Harlingen) ·
Jachthaven Vereniging De Nadorst (Hasselt) ·
Watersportvereniging 't Stik (Hedel) ·
Watersportvereniging Heeg (Heeg) ·
Koninklijke Roei- & Zeilvereniging Het Spaarne (Heemstede) ·
Watersportvereniging Van Merlenhaven (Heemstede) ·
Watersportvereniging Waterman Heenvliet (Heenvliet) ·
Heerenveense Watersportvereniging Nannewijd (Heerenveen) ·
Watersportvereniging Heerjansdam (Heerjansdam) ·
Watersportvereniging Heinenoord (Heinenoord) ·
Watersportvereniging Haringvliet (Hellevoetsluis) ·
Watersportvereniging Hellevoetsluis (Hellevoetsluis) ·
Watersportvereniging Helius (Hellevoetsluis) ·
Watersportvereniging Waterman Hellevoet (Hellevoetsluis) ·
Catamaranvereniging Hellecat (Hellevoetsluis) ·
Jeugdzeilvereniging Berkendonk (Helmond) ·
Windsurfing Berkendonk Helmond (Helmond) ·
Watersportvereniging Hendrik Ido Ambacht (Hendrik-Ido-Ambacht) ·
Twentse Watersportvereniging (Hengelo) ·
Watersportvereniging Herkingen (Herkingen) ·
Watersportvereniging H2O (Herkingen) ·
Watersportvereniging Hertha (Herten) ·
Watersportvereniging Maas en Waal (Heumen) ·
Watersportvereniging Heusden (Heusden) ·
Watersportvereniging De Beekse Bergen (Hilvarenbeek) ·
Hilversumse Watersportvereniging De Sporthaven (Hilversum) ·
Zeilvereniging Westergo (Hindeloopen) ·
Watersportvereniging De Val (Hoedekenskerke) ·
Watersportvereniging Vremdijck (Hoek) ·
Watersportvereniging Hoorn (Hoorn) ·
Watersportvereniging Gooierhaven (Huizen) ·
Watersportvereniging Avoh (Huizen) ·
Surfclub Gooimeer Huizen (Huizen) ·
Yachtclub Seaport Ymuiden (IJmuiden) ·
Watersportvereniging IJsselmuiden (IJsselmuiden) ·
Jouster Watersport (Joure) ·
Zeilclub 1937 (Kampen) ·
Watersportvereniging Het Koggeschip (Kampen) ·
Watersportvereniging De Riette (Kampen) ·
Watersportvereniging Boven Haven (Kampen) ·
Watersportvereniging Zuidwest 7 (Kamperland) ·
Drielse Watersportvereniging De Zandmeren (Kerkdriel) ·
Watersportvereniging Poseidon (Kessel) ·
Watersportvereniging Smit Kinderdijk (Kinderdijk) ·
Watersportvereniging Kortgene (Kortgene) ·
Watersportvereniging Kraggenburg (Kraggenburg) ·
Watersportvereniging De Hollandse IJssel (Krimpen ad IJssel) ·
Zeilvereniging Zuidlaardermeer (Kropswolde) ·
Watersportvereniging De Breek (Landsmeer) ·
Koninklijke Watersportvereniging Langweer (Langweer) ·
Watersportvereniging Lauwerszee (Lauwersoog) ·
Watersportvereniging De Meeuwen (Leeuwarden) ·
IFKS (Leeuwarden) ·
Watersportvereniging Doeshaven (Leiderdorp) ·
Watersportvereniging Leidschendam & Omstreken (Leidschendam) ·
Watersportvereniging Lekkerkerk (Lekkerkerk) ·
Watersportvereniging Lelystad (Lelystad) ·
Watersportvereniging Het Bovenwater (Lelystad) ·
Watersportvereniging Lelystad Haven (Lelystad) ·
Watersportvereniging De Zevenwolden (Lemmer) ·
Watersportvereniging De Pelikanen (Lith) ·
Watersportvereniging De Bijland (Lobith) ·
Watersportvereniging Loowaard (Loo) ·
Koninklijke Watersport Vereeniging Loosdrecht (Loosdrecht) ·
Gooise Watersportvereniging De Vrijbuiter (Loosdrecht) ·
Watersportvereniging Het Witte Huis (Loosdrecht) ·
Watersportvereniging De Watervogels (Loosdrecht) ·
Watersportvereniging De Muyen (Loosdrecht) ·
Sportclub Avga (Loosdrecht) ·
Watersportvereniging De Funtus (Loosdrecht) ·
Watersportvereniging De Gouden Ham (Maasbommel) ·
Watersportcentrum Vlietland (Maassluis) ·
Maastrichtsche Watersportclub (Maastricht) ·
Watersportvereniging Makkum (Makkum) ·
Watersportvereniging Marken (Marken) ·
Watersportvereniging Bestevaer (Medemblik) ·
Koninklijke Zeil- & Roeiveereniging Hollandia (Medemblik) ·
Watersportvereniging Arne (Middelburg) ·
Watersportvereniging Flacquee (Middelharnis) ·
Watersportvereniging Binnenmaas (Mijnsheerenland) ·
Watersportvereniging Monnickendam (Monnickendam) ·
Watersportvereniging 't Blaaue Hooft (Monnickendam) ·
Watersportvereniging De Ark (Monnickendam) ·
Watersportvereniging Mook Middelaar (Mook) ·
Koninklijke Nederlandsche Zeil- en Roeivereeniging (Muiden) ·
Jachthaven Stichting Muiden (Muiden) ·
Watersportvereniging Muiderberg (Muiderberg) ·
Roei- & Zeilvereniging Naarden (Naarden) ·
Watersportvereniging De Spiegel (Nederhorst den Berg) ·
Watersportvereniging De Rijd (Nieuwe Niedorp) ·
Watersportvereniging Plettenburg (Nieuwegein) ·
Zeilvereniging De Lek (Nieuwegein) ·
Watersportvereniging Noord-Zuid (Nieuwkoop) ·
Zeil- en Motorbootvereniging De Zuidwal (Nijkerk) ·
Watersportvereniging Numansdorp (Numansdorp) ·
Watersportvereniging Numansgors (Numansdorp) ·
Watersportvereniging Kromme Strijne (Numansdorp) ·
Watersportvereniging Veluwemeer (Nunspeet) ·
Watersportvereniging Oldemarkt (Oldemarkt) ·
Watersportvereniging Ooltgensplaat (Ooltgensplaat) ·
Watersportvereniging Peter Hensen (Oosterbeek) ·
Windsurfing Oostmahorn (Oostmahorn) ·
Watersportvereniging Oostvoorne (Oostvoorne) ·
Voornse Windsurfers (Oostvoorne) ·
Waterrecreatie Vereniging Het Twiske (Oostzaan) ·
Watersportvereniging De Maaskant (Oss) ·
Watersportvereniging Het Spui (Oud-Beijerland) ·
Watersportvereniging Goeree (Ouddorp) ·
Catamaranvereniging Catpoint (Ouddorp) ·
Watersportvereniging Oude Tonge (Oude-Tonge) ·
Watersportvereniging Saeftinghe (Paal) ·
Watersportvereniging Papendrecht (Papendrecht) ·
Watersportvereniging 't Neckerhop (Purmerend) ·
Watersportvereniging Reeuwijk (Reeuwijk) ·
Motorboot- en Watersportvereniging Reeuwijk (Reeuwijk) ·
Jachtclub Reeuwijk (Reeuwijk) ·
Watersportvereniging De Engel (Rheden) ·
Rhoonse Grienden (Rhoon) ·
Zeil- en Kampver. Zulthermeer (Roden) ·
Watersportvereniging Braassemermeer (Roelofarendsveen) ·
Roermondse Roei- & Zeilvereniging Maas en Roer (Roermond) ·
Watersportvereniging Koers Zuid (Roermond) ·
Watersportvereniging De Vliet (Roosendaal) ·
KR&ZV De Maas (Rotterdam) ·
Watersportvereniging Aegir (Rotterdam) ·
Rotterdamsche Zeilvereeniging (Rotterdam) ·
Kralingsche Zeil Club (Rotterdam) ·
Watersportvereniging Rotterdam (Rotterdam) ·
Watersportvereniging Ons Buiten (Rotterdam) ·
Watersportvereniging Blijdorp (Rotterdam) ·
Watersportvereniging Overschie (Rotterdam) ·
Verenigde Liggers Delfshaven (Rotterdam) ·
Rotterdamsche Watersportvereniging Aeolus (Rotterdam) ·
Zeilvereniging Nesselande (Rotterdam) ·
Watersportvereniging 'T Oosten (Rotterdam) ·
Watersportvereniging Vriendschap Zij Ons Doel (Rotterdam) ·
Watersportvereniging Union (Rotterdam) ·
Watersportvereniging Boudewina (Rotterdam) ·
Stichting Veerhaven Rotterdam (Rotterdam) ·
Rotterdam Oceanwide Yachtclub (Rotterdam) ·
Watersportvereniging Rozenburg (Rozenburg) ·
Watersportvereniging De Pettelaer ('s-Hertogenbosch) ·
s-Hertogenbossche Watersportvereniging Neptunus ('s-Hertogenbosch) ·
Zeilvereniging Oosterplas ('s-Hertogenbosch) ·
's-Hertogenbosche Watersportvereniging De Waterpoort ('s-Hertogenbosch) ·
Watersportvereniging 't Sas (Sas van Gent) ·
Watersportvereniging Jan Van Ketel (Schagen) ·
Watersportvereniging Scharendijke (Scharendijke) ·
Watersportvereniging Schardam (Scharwoude) ·
Jachtclub Scheveningen (Scheveningen) ·
Watersportvereniging De Nieuwe Haven (Schiedam) ·
Jachtclub Schiedam (Schiedam) ·
Watersportvereniging Lytje Pole (Schiermonnikoog) ·
Watersportvereniging De Zilvervloot (Schoonhoven) ·
Watersportvereniging Sint Annaland (Sint-Annaland) ·
Watersportvereniging Sliedrecht (Sliedrecht) ·
Koninklijke Watersportvereniging Sneek (Sneek) ·
Watersportvereniging de Eendracht (Spakenburg) ·
Watersportvereniging Spakenburg (Spakenburg) ·
Watersportvereniging Atlantique (Stad aan 't Haringvliet) ·
't Olle Schild-Steendam (Steendam) ·
Watersportvereniging Marina Stellendam (Stellendam) ·
Watersportvereniging Strijensas (Strijensas) ·
Watersportvereniging Ascloa (Swalmen) ·
Watersportvereniging Swift (Swifterbant) ·
SurfclubTer Aar (Ter Aar) ·
Watersportvereniging Neusen (Terneuzen) ·
Watersportvereniging De Honte (Terneuzen) ·
Watersportvereniging De Kogge (Tholen) ·
Thorner Zeilclub (Thorn) ·
Tilburgse Watersportvereniging (Tilburg) ·
Surf Zeil en Watersportvereniging Uitdam (Uitdam) ·
Zeil & Watersportvereniging Uitgeest (Uitgeest) ·
Watersportvereniging De Zuiderzee (Urk) ·
Jachtclub Veere (Veere) ·
Watersportvereniging De Peiler (Vianen) ·
Watersportvereniging Vinkeveen-Abcoude (Vinkeveen) ·
Watersportvereniging De Bommeer (Vlaardingen) ·
Watersportvereniging Vlaardingen (Vlaardingen) ·
Watersportvereniging Kleiput (Vlaardingen) ·
Watersportvereniging Buitenlust (Vlaardingen) ·
Watersportvereniging De Fuut (Vlaardingen) ·
Pleziervaartuigenvereniging de KULK (Vlaardingen) ·
Watersportvereniging Vlielandia (Vlieland) ·
Vereniging Watertourisme Schelde (Vlissingen) ·
Watersportvereniging Volendam (Volendam) ·
Watersportvereniging De Vlietzeilers (Voorschoten) ·
Watersportvereniging De Yzeren Man (Vught) ·
Watersportvereniging Waalwijk (Waalwijk) ·
Watersportvereniging Vada (Wageningen) ·
Zeilvereniging Belterwiede (Wanneperveen) ·
Watersportvereniging Warder (Warder) ·
Wargaster Watersportvereniging (Warga) ·
Koninklijke Watersportvereniging De Kaag (Warmond) ·
Cooperatieve Exploitatievereniging Jachthaven Kaagdorp (Warmond) ·
IJs- en Zeilvereniging De Kruiswaters (Wartena) ·
Watersportvereniging 't Oude Maasje (Waspik) ·
Watersportvereniging Wassenaar (Wassenaar) ·
Watersportvereniging De Vecht (Weesp) ·
Weesper Watersportvereniging De Zeemeermin (Weesp) ·
Watersportvereniging De Oosterschelde (Wemeldinge) ·
Watersportvereniging Amstelmeer (Wervershoof) ·
Watersportvereniging Rijn en Lek (Wijk bij Duurstede) ·
Wijkse Zeilvereniging Trident (Wijk en Aalburg) ·
Watersportvereniging Willemstad (Willemstad) ·
Watersportvereniging De Greft (Woerden) ·
Watersportvereniging Wolphaartsdijk (Wolphaartsdijk) ·
Havenvereniging De Blessebrug (Wolvega) ·
Watersportvereniging Kontermans (Wolvega) ·
Zeilvereniging Workum (Workum) ·
Watersportvereniging Wormer (Wormer) ·
Watersportvereniging Woudrichem (Woudrichem) ·
Watersportvereniging Woudsend (Woudsend) ·
Nederlandse Kitesurfvereniging ·
Nederlandse Vereniging van Kustzeilers ·
Cat Club Noordzee ·
Colin Archer Memorial Race ·
Nebasnsg ·
Watersportvereniging Yerseke (Yerseke) ·
Zaanlandsche Zeilvereeniging (Zaandam) ·
Zeilvereniging De Onderlinge (Zaandam) ·
Watersportvereniging De Remming (Zaandam) ·
Watersportvereniging Bruynzeel (Zaandam) ·
Watersportvereniging Het Kleine Rond (Zaandam) ·
Zaltbommelse Watersportvereniging Golfbreker (Zaltbommel) ·
Watersportvereniging Zeewolde (Zeewolde) ·
Watersportvereniging Zierikzee (Zierikzee) ·
Watersportvereniging Noord Aa (Zoetermeer) ·
Watersportvereniging De Hitsert (Zuid-Beijerland) ·
Watersportvereniging Blinckvliet (Zuidland) ·
Watersportvereniging Gelre (Zutphen) ·
Watersportvereniging De Mars (Zutphen) ·
Watersportvereniging De Vijfsluizen (Zwartewaal) ·
Watersportvereniging Zwartewaal (wartewaal) ·
Watersportvereniging Zwartsluis (Zwartsluis) ·
Watersportvereniging Zwijndrecht (Zwijndrecht) ·
Zeilvereniging Zwolle (Zwolle) ·
Zwolsche Roei- en Zeilvereniging (Zwolle)